# 箇所銀
箇所銀（かしょぎん/かしょがね）は、江戸時代に、長崎の町人に毎年配布された給付金。本項では同一の趣旨で配布された竃銀（かまどぎん/かまどがね）についても併せて解説する。
この制度は、正徳5年（1715年）の海舶互市新例で定められたもので、海外貿易の利益の一部を、家持町人には箇所銀、借家人に竃銀という名目で年2回、7月と12月に長崎会所を通して配布した。
箇所銀の箇所とは「間口四間入拾五間」の約60坪を一箇所といい、一箇所あたり何匁と厳密に計算された。銀は秤量貨幣なため、割渡（貨幣を削って分配すること）で渡された。箇所銀は大抵1ヶ年額銀130目（約40万円）くらいであるとされているが、貫銀（ぬきぎん）として町内の経費を差し引かれるため手取り額は少なかった。
竃銀は、箇所銀のように敷地に対する配分銀ではなく、住宅を基準として借家人または家屋のみの所有者に対しての配分であり、一戸につき銀30匁（約9万円)くらいとされていた。
借家人であっても箇所を購入するか相続すれば、箇所持ちになることができた。また、他の箇所を購入すれば自分の箇所を増やすこともできたため、1人で多くの箇所をもつ者も現れた。
箇所銀・竃銀は長崎町人たちの貿易利銀配分の不公平感を是正し、また貿易を支障なく行うためにいつでも活用できる労働力を確保するために作られた制度で、慶応3年（1867年）7月に廃止されるまで、長崎町人の最高位である町年寄から下は借家人にまで平等に配分された。